# Бурцево (хутор, Можайский городской округ)
Бурцево — хутор в Можайском районе Московской области, в составе сельского поселения Замошинское. 

## География
Деревня расположена на западе района примерно в 8 км к югу от Уваровки, на левом берегу реки Протва, высота над уровнем моря 225 м. Ближайшие населённые пункты — Вишенки и Панино на юго-востоке и Бедняково на северо-востоке.

## История
До 2006 года Бурцево входило в состав Замошинского сельского округа.
Постановлением Губернатора Московской области от 21 февраля 2019 года № 76-ПГ категория населённого пункта изменена с «деревня» на «хутор».

## Население
| 2002 | 2006 | 2010 |
| ---- | ---- | ---- |
| 19   | ↘13  | ↗76  |